# You Win or You Die
"You Win or You Die" er det syvende afsnit af HBOs middelalderlige fantasy tv-serie Game of Thrones. Episoden blev skrevet af David Benioff og D. B. Weiss og instrueret af Daniel Minahan. Episoden blev vist d. 29 maj 2011.
Afsnittets handling omhandler historiens forværring af den politiske balance i de syv kongeriger, hvor Eddard Stark afslører, hvad han har opdaget til Cersei Lannister, mens Kong Robert er stadig væk på en jagt. Titlen af episoden er en del af et citat fra Cersei Lannister i den endelige konfrontation med Eddard: "Når man spiller spillet om troner, enten vinder du eller du dør. Der er ingen mellemvej." Slagordet har været hyppigt anvendt i at fremme af både bøger og tv-serier.
Afsnittet tiltrak 2,4 millioner seere i sin oprindelige visning, med i alt 3,2 mio inklusive den opfølgende visning. Episoden blev generelt godt modtaget af kritikerne for den velspillet dramatiske spænding, men med flere kritisere koblingen af redegørelsen og nøgenhed som "sexpositioner".

## Handling
Ligesom tidligere afsnit, "You Win or You Die" interweaves handling sker i flere forskellige steder i og omkring kongeriget Westeros. Mens den dramatiske centrum af denne episode er i hovedstaden Kings Landing, hvor den tituler citat er udstedt, er der igangværende begivenheder på Muren og Winterfell i nord, og i Dothraki på tværs af Den smalle Hav, og begivenheder i Lannister-hærens lejren.

### I Lannister lejren
Lord Tywin Lannister (Charles Dance) har en snak med sin søn Jaime (Nikolaj Coster-Waldau), mens førstnævnte flår en hjort. Mens Tywin revser Jaime for at forårsage de nylige problemer med Starks, mener han alligevel at denne krig er den perfekte mulighed for Lannisterne at oprette et dynasti, som de nye magthavere i de syv kongeriger. Tywin giver halvdelen af sine styrker til Jaime til at angribe Riverrun, et område styret af Huset Tully, som er Lady Catelyn barndomshjem, som gengældelse for Catelyns arrestation af Tyrion.

### Hos Winterfell
Den erobrede Vildling Osha (Natalia Tena), nu en tjener af Starks bliver chikaneret af Theon Greyjoy (Alfie Allen), som advarer hende, at hvis hun var blevet arresteret i sit hjemland Jernøerne, ville hun have lidt et dårligere skæbne. Som Maester Luwin (Donald Sumpter) beder Theon om, at forlade hende alene, efter vidnet om Theons seksuelle forsøg på hende, spørger han Osha hvorfor hun og andre wildlings kommer syd fra Muren. Hun afslører at de var på flugt fra de hvide vandrere, som har tilsyneladende vendt tilbage efter årtusinders søvn, og hun opildner en hver hær i de syv kongeriger, skal marcherer mod nord for at konfrontere denne trussel.

### På Muren
Benjen Starks hest vender tilbage fra nord formuren uden ham, til stor bekymring for sin nevø, Jon Snow (Kit Harington). Senere, til Jon skuffelse og vrede, er han blevet tildelt opgaven som en opvarter for lederen i stedet for at blive en spejder, som hans onkel. Jon mistænker Ser Alliser Thorne (Owen Teale) deltagelse, som hævn for at Jon trodser ham, men hans ven Sam (John Bradley) mener, at Jons rolle som opvarte for lederen kan betyde, at han bliver oplært til at blive leder. Da Jon og Sam tager deres løfter i nærheden af et hjertetræ, bringer Jons ulv ham en parteret hånd.

### På tværs af Det smalle Hav
Daenerys Targaryen (Emilia Clarke) forsøger at overbevise Khal Drogo (Jason Momoa), om at vende tilbage til sit hjemland og genvinde tronen over de syv kongeriger, men han er ikke interesseret. Mens Daenerys og hendes omgangskreds går på sightseeing på et marked, modtager Ser Jorah Mormont (Iain Glen), en benådning og en anmodning, om at vende tilbage til de syv kongeriger fra en informant af Lord Varys (Conleth Hill). Jorah indser, at dette betyder, at en ordrer om at myrde Daenerys er officielt udstedt og redder hende fra en vinhandler, der forsøger at forgifte hende. Drogo, vred over forsøget på ataget hans kones liv, sværger at hans tilhængere, at han selv vil føre sin horde over Det Smalle Hav, for at invadere de syv kongedømmer som hævn og genvinde Jerntronen for sin ufødte søn.

### I Kings Landing
Ned (Sean Bean) konfronterer Dronning Cersei (Lena Headey), og fortæller hende, at han ved at Prins Joffrey og hans søskende ikke kong Roberts (Mark Addy  børn, men deres far er hendes bror Jaime. Cersei forsvarer sin affære med Jaime, sammenligne det med den gamle Targaryen praksis med bryllup mellem brødre søstre og siger hun forsøgte at elske Robert, men han nægtede at elske hende, fordi han stadig var forelsket i Neds afdøde søster, Lyanna. Ned viser Cersei barmhjertighed og fortæller hende at forlade hovedstaden med sine børn, før han fortæller Robert sandheden.
Uventet returnerer Lord Renly Baratheon (Gethin Anthony) og informerer Ned at under jagten blev Robert dødeligt såret af en orne. På sit dødsleje, dikterer Robert hans sidste vilje til Ned, hvor Robert gør Ned til Regent og Protektor rigets indtil Joffrey bliver myndig. Ned nedskriver Roberts ord, men i stedet for at bruge "Joffrey," skriver Ned "min retmæssige arving," for at gøre arven tvetydig. Robert underskriver hans sidste vilje uden at læse denne ændring i ordlyden og beder Ned om at gøre Joffrey et bedre menneske.
Af frygt for at Cersei og Lannisterne vil bruge denne tid til deres fordel, forsøger Renly at overbevise Ned om at de bør rejse en hær og lancere et statskup, men Ned nægter. Ned ønsker at forsikre kronen til den retmæssige arving: Stannis Baratheon, Robert og Renlys bror. Ned skriver et brev til Stannis for at informere ham om situationen. Ned afslører også til Petyr "Lillefinger" Baelish (Aidan Gillen) om sandheden i Joffreys arv, hvortil Lillefinger antyder, at de tillader Joffrey og Lannisterne at tage tronen, og hvis Joffrey viser sig at være en uegnet hersker, kan de bruge sandheden til styrte ham og få Renly til kongen i stedet. Ned nægter sådan forræderi, beder Lillefinger at sikre støtte fra Byens Vogtere, for at overmande Cersei, hvis de forsøger at gribe tronen.
Ved den tid, hvor Robert dør, er Renly flygtet fra hovedstaden, og Joffrey har bestilt sin egen kroning inden for fjorten dage. Da Ned og hans allierede træder ind i tronsalen, giver han Ser Barristan Selmy (Ian McElhinney) Roberts vilje, for at læse det højt. Cersei nægter at følge Robert vilje og river det over, beordrer Barristan at gribe Ned. Ned ordrer sin hær til at arrestere Cersei og Joffrey. Da begge parter forbereder sig på at kæmpe, slagter Byens Vogtere Stark mænd, mens Lillefinger holder Ned med en kniv på struben, fortæller Ned at han skulle have lyttet til Lillefingers råd om at have mistillid ham.

## Produktion

### Manuskript
Episoden blev skrevet af David Benioff og D. B. Weiss, er baseret på den oprindelige roman af George R. R. Martin. Kapitlerne, der indgår i "You Win or You Die", er 45, 47 til 49 og 54 (Eddard XII, Eddard XIII, Jon VI Eddard XIV og Daenerys VI), hvilket gør det til episoden, der omfatter færrest kapitler af romanen i hele den første sæson. Blandt de scener, skabt specielt til showet var et møde mellem Tywin og Jaime Lannister og en "oplæring" session mellem Lillefinger og to nye kvindelige rekrutter til én af hans bordeller.

### Casting
"You Win or You Die" markerer den første forekomst af Charles Dance som Lord Tywin, patriarken af Lannister husstanden. Castningen til rollen begyndte kort efter produktionens start, hvor Dance havde været det første valg af producenter og en af fanfavoritterne til rollen. Forfatter George R. R. Martin kommenterede, at "hans kommanderende tilstedeværelse og stålsat karisma bør gøre ham til den perfekte Lord Tywin". De hjorte, der bliver flået af Tywin i åbningensscenen var en rigtig død hjort. Dance havde ingen tidligere erfaringer med flåning og rensning, og før optagelserne praktiseret i en time med en slagter.

### Optagelsesteder
Det meste af episoden blev skudt på settet i det irske studie i The Paint Hall. Udendørsoptagelserne af indgangen til Vaes Dothrak blev filmet i Sandy Brae-området,, og konfrontationen mellem Eddard og Cersei finder sted i Red Keep haver (identificeret som en godsskov i romanen), og produktionen benytted St Dominic Kloster i Rabat på Malta.

## Modtagelse

### Seertal
"You Win or You Die"s første visning blev set af 2,4 millioner seere, som stabiliserende showets ratings. Dette kunne betragtes som positive, når man tager i betragtning, at episoden kunne ses i forvejen, under hele den foregående uge på HBOs online service, og at det blev sendt i en tre-dages ferie weekend, som ofte resulterer i lavere seertallet. Med den anden udluftning, var den samlede målgruppe for aftenen, 3,2 millioner seere.

### Kritik
Episoden blev godt modtaget af kritikerne. Times anmelder James Poniewozik kaldet "You Win or You Die" den "mest spændende og tematisk rige time til dato,"  AOL TV's Maureen Ryan fandt det en fremragende udflugt, at " Opleve Stakes oprejst i tilfredsstillende og spændingsfyldt måder" , og HitFix's Alan Sepinwall kaldte det en fantastisk episode og roste hvordan "det sat fokus på de karakter, der er skurke i Ned Starks version af historien". 
"The titular game of thrones (which gets namechecked in the line from Cersei that also provides the individual episode name) has moved past the opening gambit stage now. Major players are falling, alliances are being made and broken, and based on what we know is happening in the north with the White Walkers and to the east with the Dothraki, the game is bound to get a lot bloodier in a damn hurry. These people don't have time to be stressing about who sits on the Iron Throne, not when giant zombies and/or relentless master warriors are on their way."
Poniewozik fortsatte: "Vi vidste, at dette ville være en væsentlig episode om ikke af anden grund end, at det indeholder den scene-hentydning til episodentitel og som giver serien sit navn," en følelse som Sepinwall er enig med. Myles McNutt, som skriver for Cultural Learnings, betragter også "You Win or You Die" som en klimaks i serien. IGN's Matt Fowler bemærket, at dette var den episode, hvor Ned Stark oplevede at blive "modarbejdet af sine egne reelle hensigter", men at hans "stædige træk, er hvad der gør Ned sådan en stor karakter."
Det endelige opgør med Lannisterne som beslaglage styringen fra Eddard var meget diskuteret, med mange kommentatorer kritiserer Neds opfindsomhed og hans handlinger under episoden. I The Atlantic skrev Scott Meslow at Eddard aldrig kunne vinde "Game of Thrones", fordi han er dedikeret til at spille efter reglerne. Efter hans mening "kan man ikke have råd til at spille fair", når de eneste resultater er "vind" eller "dø". McNutt følte, at klimaks ved episoden ende "var virkelig godt håndteret af både skuespillere og instruktør (Dan Minahan)."
Den endelige konfrontation mellem Eddard og Cersei, og andre scener rost af kritikerne. Indførelsen af Charles Dance som Lord Tywin Lannister blev betragtet som "en skønhed" af Todd VanDerWerff fra AV Club, der beundrede, hvordan en enkelt scene afbildet ikke kun forholdet mellem Tywin og Jaime, men også al dynamikken i Lannister klanen. Han roste også det arbejde Nikolaj Coster-Waldau lavede i scenen, og kommenterer, at på trods nogle få linjer, bliver Jaime kuet af sin far. Maureen Ryan er enig i det synspunkt, men også rost Natalia Tena's korte tilstedeværelse. David Sims (en anden korrekturlæser for AV Club) fremhævede det arbejde Mark Addy lavede i hans sidste scene, og udvider rosen til resten af hans arbejde på serien.
Kritikere enige om, at scener med Dothraki var stærk, med historien har væsentligt forbedret siden de første episoder. Poniewozik udtalte, at "dette var den første uge for mig, at Dothraki scener ikke var bare absorberene, men følte at figurerne var så godt forestillet som dem i Westeros,", og McNutt kommenterede at episoden "endelig tillader Khal Drogo at blive en egentlig karakter." Drogos tirade, hvor han lovede at give sin ufødte søn Jerntronen, førte til komplimenter om Jason Momoa's intensitet og Emilia Clarke's rolige og kærlige ansigtsudtryk.
Imidlertid blev den scene, hvor Lillefinger udsætter sine bevæggrunde, mens han lejer to ludere til hans bordel i vid udstrækning kritiseret som et eksempel på showets opfattede misbrug af samtaler med prostituerede som en forklarende enhed, en situation, som Myles McNutt opfandt udtrykket "sexposition" til. Aidan Gillens skuespil blev konsekvent rost og sammenligningen mellem Lillefinger handlinger og at simulerer en orgasme blev anset, men mange var eninge med Meslows erklæring om, at det var "irriterende overskygget af seriens mest umotiveret sex scene til dato." Blandt andre kritikpunkter var skueplads for store længde, en gentagelse af den dramatiske tilgang samt den antagelse, at seerne ikke skulle være opmærksomme, når der blev præsenteret med en lang redegørelse, der ikke omfatter sex.

## Eksterne links
- "You Win or You Die" at HBO
- You Win or You Die på Internet Movie Database (engelsk)
- You Win or You Die på AllMovie (engelsk)
- You Win or You Die på Rotten Tomatoes (engelsk)
- You Win or You Die på Metacritic (engelsk)
- You Win or You Die hos TV.com (engelsk)